# Jean Amila
Jean Meckert, dit Jean Amila, né le 24 novembre 1910 dans le dixième arrondissement de Paris et mort le 6 mars 1995 à Vaux-sur-Lunain, est un écrivain français.
Connu sous son nom de naissance pour ses romans publiés dans la Collection Blanche des Éditions Gallimard, il l'est également sous les pseudonymes de John Amila, puis Jean Amila, utilisés pour ses romans policiers parus dans la collection Série noire. Il publie également d'autres romans populaires sous les pseudonymes d'Édouard, Edmond ou de Guy Duret, d'Albert Duvivier, de Mariodile et de Marcel Pivert.
Son œuvre est marquée par sa sensibilité libertaire,.

## Biographie

### L'enfance (1910-1923)
Jean Meckert naît à Paris dans un milieu modeste, d'un père employé de la Compagnie des omnibus. Le départ de ce père du foyer familial en février 1920, pour vivre avec sa maîtresse, marque un tournant précoce dans sa vie.
Alors que sa mère est internée au Vésinet et sa sœur dans une pension à Neuilly, il est placé dans un orphelinat protestant à Courbevoie, l'asile Lambrechts, jusqu'en 1923. Meckert gardera de ce séjour la détestation de l'enseignement religieux, le souvenir de la faim et du froid, mais surtout le sentiment de l'humiliation et de l'abandon.

### Les petits boulots et le début de l'écriture (1923-1939)
Obtenant son certificat d'études primaires avec un an d'avance, Jean Meckert commence son apprentissage dans un atelier de construction de moteurs électriques dans le 20e arrondissement, en 1923. En 1927, il devient employé de bureau au Crédit lyonnais, puis connaît le chômage et les petits boulots. Parce qu'il « crevait de faim », il s'engage dans l'armée, entre janvier 1930 et mai 1932, au sein de la compagnie du camp de Satory de Versailles, où il obtient le grade de caporal.
À son retour de l'armée, Jean Meckert travaille un an dans une carrosserie et se marie. Ce mariage ne dure que quelques années. Il enchaîne alors divers petits métiers – vendeur de stylos sur la voie publique, photo minute dans les foires, bobineur, camelot, détective dans une agence de renseignements – jusqu'à la déclaration de guerre en 1939.
C'est dans les années 1930 que Meckert a commencé à écrire, notamment cinq contes, en 1935, qu'il décrit comme des « histoire(s) authentique(s) », tirées de son expérience et largement autobiographiques. Il rédige également des pièces de théâtre et un roman, Les Coups, en 1936. Trois ans plus tard, Meckert envoie un premier essai, Message livide, à George Duhamel. Ce dernier le juge trop hybride (entre le récit et l'essai) et d'une écriture trop influencée par Louis-Ferdinand Céline.

### L'expérience de la guerre et premières publications (1939-1945)
Jean Meckert est mobilisé le 2 septembre 1939 dans la cinquième compagnie du Génie, section de Bouzonville en Moselle. Il consigne dans un cahier les déplacements de son régiment durant la « drôle de guerre », dont la mission est de récupérer du matériel sur la ligne de chemin de fer longeant le front. Capturé par l'armée allemande, il est interné en Suisse avec 38 000 soldats français, d'abord à Baden, puis à Moosleerau.
De retour en France en février 1941, Meckert passe différents concours, avant d'être finalement admis aux écritures dans les bureaux de l'état civil à la préfecture de la Seine.
En juillet 1941, il envoie Les Coups, roman écrit en 1936, aux éditions Gallimard qui le publient en décembre 1941. Cette histoire de Félix, manœuvre dans une entreprise mécanique qui « essaie d'expliquer son désarroi, désarroi d'être incompris, de mal comprendre », et finit par battre sa femme, est saluée par la critique, notamment par André Gide, Henri Poulain et Raymond Queneau, et devient un succès commercial, la première édition étant rapidement épuisée.
Abandonnant son métier pour se consacrer à l'écriture, Meckert rédige dans la foulée L'Homme au marteau, que fait paraître Gallimard en 1943. C'est pendant cette période que Jean Meckert, à l'instar d'un Léo Malet, publie une vingtaine de livres sous le pseudonyme de Duret, nom de jeune fille de sa mère.

### Les difficiles années d'après-guerre (1945-1950)
Alors que son troisième roman, La Lucarne, est publié en 1945, Jean Meckert signe en février 1946 avec Gallimard un contrat pour la publication de La Marche au canon, prévue pour l'été. Cependant, l'opposition de Roger Martin du Gard, qui affirme que « Meckert a trop de talent et de personnalité dans le talent, pour qu'on le laisse se couler en publiant cela », bloque le projet. Dans les années qui suivent, Meckert modifie à de nombreuses reprises son manuscrit (ajout de chapitres, modification du temps de narration). Mais Gallimard le refuse à nouveau en 1955.
En effet, si cet éditeur continue à publier des romans de Meckert (Nous avons les mains rouges en 1947 et La Ville de plomb en 1949), le succès n'est plus là. C'est d'ailleurs à partir de 1946 que Meckert cesse d'écrire sous pseudonyme ses romans populaires.

### La rencontre avec Marcel Duhamel: la naissance d'Amila (1950-1970)
À la demande de Marcel Duhamel, Jean Meckert écrit un roman noir dans la Série noire, Y'a pas de Bon Dieu !, publié en 1950 sous le pseudonyme de John Amila, diminutif de Amilanar, que l'auteur avait proposé et qui signifie « effronté » en espagnol ou l'« Ami Anar(chiste) ». Il devient ainsi le deuxième Français a écrire dans la collection, après Serge Arcouët (sous le pseudonyme de Terry Stewart). L'édition originale de Y'a pas de Bon Dieu ! indique « adapté de l'américain par Jean Meckert ». Les cinq premiers titres parus en Série noire sont signés John Amila, puis les suivants Jean Amila, car « c'est devenu Jean, après, parce que je... ne suis pas américain ».
En 1954, après avoir couvert l'affaire Dominici pour France Dimanche, il publie La Tragédie de Lurs, un récit scrupuleux de l'enquête sur ce triple homicide que lui avait commandé Gaston Gallimard.

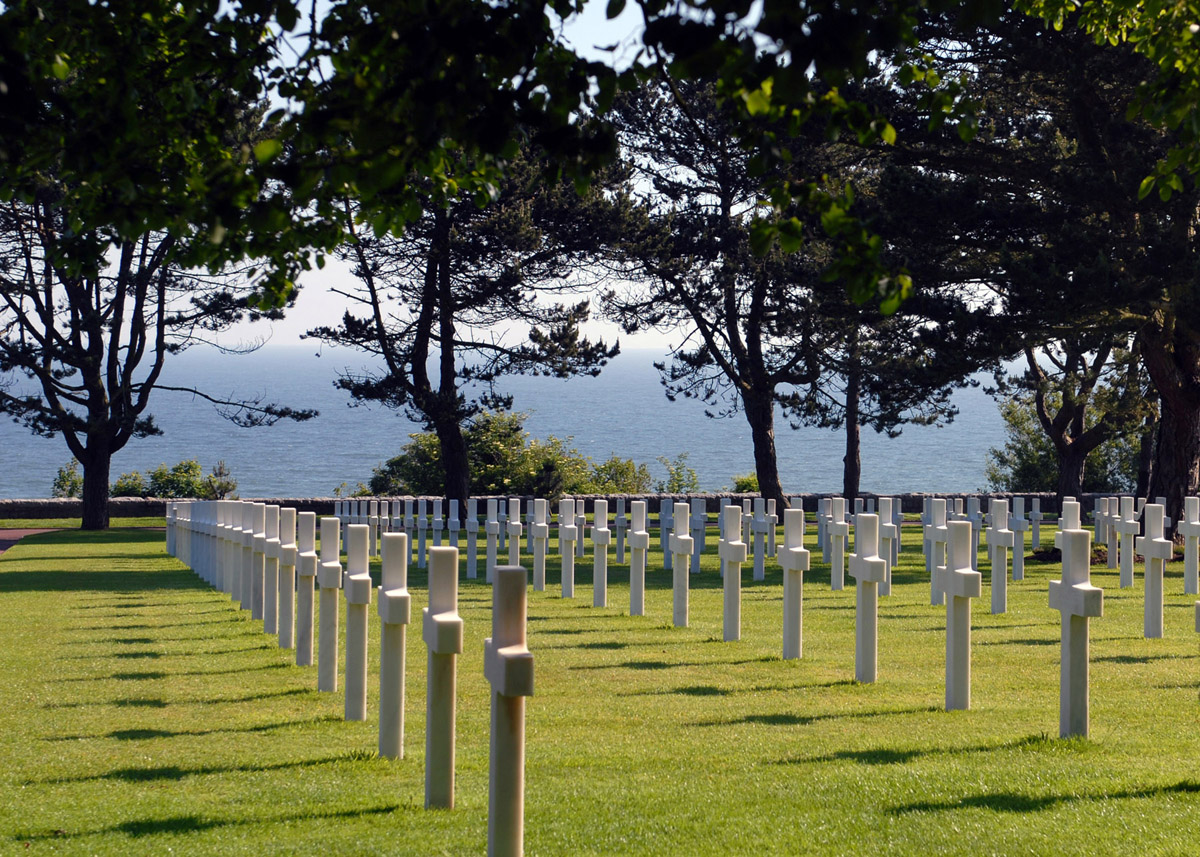
Cimetière d’Omaha

Au total, Meckert écrira vingt et un polars, dont dix-sept entre 1950 et 1974. Il consacre de nombreux romans à la Première (Le Boucher des Hurlus en 1982) et à la Seconde Guerre mondiale (La Lune d'Omaha en 1964, Au balcon d'Hiroshima en 1985), où il dévoile ses convictions anarchistes et antimilitaristes. Il crée deux personnages récurrents : Riton Godot, patron d'une boîte de nuit parisienne appelée Le Faisan Noir, liée à une bande de truands (La Bonne Tisane en 1955 et Sans attendre Godot en 1956), et surtout Édouard Magne, dit Géronimo, un flic anticonformiste, contestataire, issu du mouvement hippie, se battant pour les victimes et non pour l'État (La Nef des dingues en 1972, Contest-flic en 1972 et Terminus Iéna en 1973). Au balcon d'Hiroshima reçoit le prix Mystère de la critique en 1986.
Trois de ses romans policiers ont fait l'objet d'une adaptation pour la télévision dans la série télévisée Série noire, imaginée par Pierre Grimblat pour le compte de TF1 et de la Télévision suisse romande : Noces de soufre, Pitié pour les rats et La Lune d'Omaha.
À partir de 1957, Jean Meckert travaille dans le cinéma comme dialoguiste pour Yves Allégret (Quand la femme s'en mêle, scénario inspiré du roman Sans attendre Godot), André Cayatte, Maurice Labro et Georges Lautner (Fleur d'oseille, scénario inspiré du roman Langes radieux)

### Derniers combats (1970-1995)
Il publie en 1971 La Vierge et le Taureau, dans lequel il dénonce l'administration coloniale française et les expérimentations nucléaires en Polynésie, après avoir séjourné à Papeete l'année précédente afin de faire des repérages pour un film avec André Cayatte qui ne verra jamais le jour. Profondément antimilitariste, ce roman pamphlétaire dénonce le néocolonialisme de la France, l'armée et les services secrets français.
En sortant des studios de l'ORTF en janvier 1975, Jean Meckert est agressé par des inconnus rue de Belleville. Une théorie souvent relayée évoque la possibilité de représailles à la suite de son livre La Vierge et le Taureau, qui remet en cause la nécessité des essais nucléaires français dans le Pacifique. L'éditeur, les Presses de la Cité, retire d'ailleurs cet ouvrage de la vente. Les médecins de la Pitié-Salpêtrière, où Meckert est soigné, diagnostiquent plutôt des crises d'épilepsie. Devenu en partie amnésique à cause des coups reçus, assommé par le gardénal, l'écrivain entre dans une longue période de dépression. Alors que sa mère et sa sœur décèdent au début des années 1980, que sa femme le quitte, et qu'il s'est retiré à Lorrez-le-Bocage-Préaux, Jean Meckert rédige un récit autobiographique en 1985, qui reprend de nombreux textes écrits au cours de sa vie. Intitulé Comme un écho errant, l'ouvrage relate à la troisième personne les souvenirs de sa jeunesse en guise de thérapie. Les éditions Gallimard reçoivent le manuscrit en 1986, mais le refusent. Il sera publié de manière posthume, en 2012, par Joseph K. Éditions.
C'est sans doute le dernier livre que Meckert soumet à un éditeur, puisque ses derniers romans policiers, sous le pseudonyme de Jean Amila, sont publiés entre 1981 et 1985 (Le Pigeon du Faubourg en 1981, Le Boucher des Hurlus en 1982, Le Chien de Montargis en 1983 et Au balcon d'Hiroshima en 1985). À propos de ce dernier roman, il explique que « Hiroshima annonce l'époque où le monde entier est à la merci d'une caste qui peut disposer de la vie de milliards d'hommes. C'est contre ça que j'essaie  de me battre, même en écrivant des romans noirs ».
Jean Meckert décède le 7 mars 1995, et est enterré à Paley.

## Citation
- « Je suis un ouvrier qui a mal tourné... je me suis mis à raconter des histoires populistes d'abord, puis, dans ce langage qui était le mien, j'ai raconté des histoires noires. »

## Hommage et postérité
Pendant de longues années, l'œuvre de Jean Meckert a sombré dans l'oubli.
Des auteurs de romans policiers reconnaissent pourtant leur filiation avec Jean Meckert. C'est le cas de Didier Daeninckx qui lui rend hommage dans Nazis dans le métro (1996) – où André Sloga, écrivain et homme libre de 78 ans est tabassé dans un parking, et se réveillera avec un trou de mémoire – et dans 12, rue Meckert (2001). De même, Patrick Pécherot situe l'action de Tiuraï (1996) à Papeete et a pour objet les expérimentations nucléaires sur lesquelles enquête le journaliste Thomas Mecker, que l'on retrouve dans Terminus nuit (1999).
En 1993, Jean-Jacques Pauvert réédite au Terrain vague le premier livre de Jean Meckert, Les Coups, avec une postface de Annie Le Brun. Puis à partir de 2005, la collection Arcanes des éditions Joëlle Losfeld réédite peu à peu ses romans, ce qui permet de le redécouvrir. Cependant, la majeure partie de son œuvre est indisponible, notamment ses romans policiers, car seul un petit nombre a été réédité dans la collection Folio policier par Gallimard.
Un prix Jean Meckert/Amila est remis depuis 2005 au Salon du livre d'expression populaire et de critique sociale d'Arras.
En 2012, la Bilipo lui consacre une exposition, De la Blanche à la Série Noire.

## Œuvres

### Romans signés Jean Meckert
- La Marche au canon
  - manuscrit refusé, 1940-1955
  - collection Arcanes, éditions Joëlle Losfeld, 2005
- Les Coups
  - collection Blanche, Gallimard, 1941
  - NRF, Gallimard, 1972
  - Jean-Jacques Pauvert aux éditions Terrain vague, 1993, avec un texte d'André Gide, une postface de Annie Le Brun (« Le côté pile du roman »), et une lettre de l'auteur
  - collection Folio no 3668, Gallimard, 2002
- L'Homme au marteau
  - collection Blanche, Gallimard, 1943
  - collection Arcanes, éditions Joëlle Losfeld, 2006
- La Lucarne
  - collection Blanche, Gallimard, 1945
  - collection Arcanes, éditions Joëlle Losfeld, 2024
- Nous avons les mains rouges
  - collection Blanche, Gallimard, 1947
  - Encrage, 1993
  - Collection Arcanes, éditions Joëlle Losfeld, 2020, 312 pages  (ISBN 978-2-07-287047-7)
- La Ville de plomb
  - collection Blanche, Gallimard, 1949
  - Collection Arcanes, éditions Joëlle Losfeld, 2021
- Je suis un monstre
  - collection Blanche, Gallimard, 1952
  - collection Arcanes, éditions Joëlle Losfeld, 2005
- Nous sommes tous des assassins
  - collection Blanche, Gallimard, 1952
  - collection Arcanes, éditions Joëlle Losfeld, 2008
- Justice est faite
  - collection Blanche, Gallimard, 1954
  - collection Arcanes, éditions Joëlle Losfeld, 2008
- La Vierge et le Taureau
  - Presses de la Cité, 1971
- Comme un écho errant (roman autobiographique)
  - Manuscrit refusé, 1986
  - Joseph K., 2012
- Abîme et autres contes inédits
  - Manuscrits non publiés, 1935
  - Joseph K., 2012
- Chez les anarchistes, reportages, nouvelles et autres textes
  - Editions Joseph K., 2021

### Enquête signée Jean Meckert
- La Tragédie de Lurs
  - collection blanche, Gallimard, 1954
  - collection Arcanes, éditions Joëlle Losfeld, 2007

### Roman de science-fiction signé John Amila
- Le 9 de pique
  - Le Rayon fantastique, Gallimard, no 43, 1956
  - collection fantastique - Science-fiction - aventure, Néo, no 21, 1980

### Romans populaires

#### Sous le pseudonyme d'Édouard, d'Edmond ou de Guy Duret
- Bâti sur le mensonge
  - SEN, 1944.
- Un grand scandale, roman d’amour
  - SEN, 1944.
- La Lutte pour l’amour, roman d’amour
  - SEN, 1944.
- La Cabane des Dolomites
  - SEN, 3e trimestre 1945
- Le Feu du Sud, roman d’amour
  - collection Aphrodite, 1945.
- Le Journal de Marie Laurent
  - collection La rose bleue, 1945.
- Le Capitaine noir, roman de cape et d’épée
  - SEN, 1945.
- La Tragique Confession de Miss Brampton
  - collection Amours vécues no 1, SEN, 1945.
- L’Éveil d’un cœur
  - collection Amours vécues no 17, SEN, 2e trimestre, 1945
- La Remplaçante
  - collection Amours vécues no 12, SEN, 1946.
- Bompied, le criminaliste
  - collection SOS police, 1944.
- La Lettre fatale
  - Éditions Paul Dupont, 4e trim 1945.
- Un crime à l’auberge (l’insecte maléfique)
  - Éditions Paul Dupont, 1945.
- La Flamme froide ou l’amour bourgeois
  - Éditions Fournier, non daté
- Le Réveil en campagne
  - Les Éditions Fournier, non daté
- Le Grand Amour des demoiselles Dumesnil
  - Les éditions fournier, non daté
- L’Express de nuit
  - Les éditions Fournier, non daté
- La Grande Amie
  - Les éditions Fournier, non daté
- La Bonne Fille
  - collection La rose pourpre, IFC, non daté
- Maria Christina
  - collection La rose pourpre, IFC, non daté

#### Sous le pseudonyme de Mariodile
- Pour son enfant
  - SEN, 1944
- La Fille sans cœur
  - SEN, 1er trimestre 1944
- Le Professeur de vertu
- SEN, 1944.
- Le Rendez-vous, précédé de La Mort entrera à minuit
  - SEN, 1944.
- La Délaissée
  - SEN, 1944.
- Elle était trop belle
  - SEN, 1944.
- Pour son enfant
  - SEN, 1944.
- Camille
  - Pas de mention d’éditeur, 1945
- Il m’avait pardonné
  - collection Variétés no 1, SEN, 1945.
- J’ai su me taire
  - collection Variétés no 3, SEN, 1945.
- Mon ami d’enfance
  - collection Variétés no 4, SEN, 1945.
- Derrière le décor (roman d’amour)
  - SEN, 1945.
- Je t’ai choisie
  - collection La Rose bleue, SEN, 1945.
- Je m’étais trompée sur toi
  - collection La Rose bleue no 2, SEN, 1945.
- Ma dernière chance
  - collection La Rose bleue no 4, SEN, 1945.
- Mon plus beau rêve
  - collection Amours vécues no 19, SEN, 1946.
- Fatal Amour
  - collection Le Carré d’as, Les éditions et revues française, 1946.
- Une femme passera
  - Éditions Fournier, non daté

### Romans policiers

#### Sous le pseudonyme d'Albert Duvivier
- La Première Enquête de l’inspecteur Lentraille
  - Nouvelles Publications, 1940
  - Shanghaï Express no 1 & 2, mars et avril 2006

#### Sous le pseudonyme de Marcel Pivert
- Des femmes ont disparu…
  - Éditions Fournier, non daté
- L'Hallucinante Aventure chez les Incas
  - Éditions Fournier, non daté
- On a volé un mort…
  - Éditions Fournier, non daté
- Le Tueur inconnu
  - Éditions Fournier, non daté
- L'Hallucinante Aventure du professeur Corbier
  - Éditions Fournier, non daté

#### Sous le pseudonyme de John Amila, puis de Jean Amila
- Y'a pas de Bon Dieu !
  - Série noire no 53, Gallimard, 1950
  - Carré noir no 36, Gallimard, 1972
  - Série noire, Classique, Gallimard, 2024
- Motus !
  - Série noire no 170, Gallimard, 1953
  - Carré noir no 177, Gallimard, 1974
- La Bonne Tisane
  - Série noire no 285, Gallimard, 1955
  - Carré noir no 205, Gallimard, 1975
- Sans attendre Godot
  - Série noire no 310, Gallimard, 1956
- Les Loups dans la bergerie
  - Série noire no 473, Gallimard, 1959
- Le Drakkar
  - Série noire no 490, Gallimard, 1959
- Jusqu'à plus soif
  - Série noire no 713, Gallimard, 1962
  - Carré noir no 369, Gallimard, 1980
  - Folio policier no 396, Gallimard, 2005
- Langes radieux
  - Série noire no 763, Gallimard, 1963
  - Carré noir no 512, Gallimard, 1984
- Pitié pour les rats
  - Série noire no 832, Gallimard, 1964
- La Lune d'Omaha
  - Série noire no 839, Gallimard, 1964
  - La Poche noire no 126, Gallimard, 1970
  - Carré noir no 424, Gallimard, 1982
  - Folio policier no 309, Gallimard, 2003
- Noces de soufre
  - Série noire no 878, Gallimard, 1964
  - Carré noir no 96, Gallimard, 1972
  - Folio policier no 47, Gallimard, 1999
- Les Fous de Hong-Kong
  - Série noire no 1312, Gallimard, 1969
- Le Grillon enragé
  - Série noire no 1334, Gallimard, 1970
- La Nef des dingues
  - Série noire no 1468, Gallimard, 1972
- Contest-flic
  - Série noire no 1501, Gallimard, 1972
  - Carré noir no 567, Gallimard, 1986
- Terminus Iéna
  - Série noire no 1559, Gallimard, 1973
  - Carré noir no 571, Gallimard, 1986
- À qui ai-je l'honneur… ?
  - Série noire no 1683, Gallimard, 1974
  - Carré noir no 459, Gallimard, 1982
- Le Pigeon du Faubourg
  - Série noire no 1844, Gallimard, 1981
- Le Boucher des Hurlus
  - Série noire no 1881, Gallimard, 1982
  - Folio policier no 190, Gallimard, 2001
  - Ronces éditions, 2024, illustrations de Saint Molotov, postface de Stéfanie Delestré et Hervé Delouche ; réédité sous le nom de Jean Meckert
- Le Chien de Montargis
  - Série noire no 1930, Gallimard, 1983
- Au balcon d'Hiroshima
  - Série noire no 2007, Gallimard, 1985

### Nouvelle signée Jean Amila
- L'Écluse noire dans Claude Mesplède (dir.), Sous la robe erre le noir
  - Éditions le Mascaret, 1989
  - Éditions l'Atalante, 1995

### Recueil de nouvelles signé Jean Meckert
- Règlement de comptes et autres nouvelles policières, Joseph K., 2024

### Théâtre
- Nous avons les mains rouges, pièce en trois actes, mise en scène de Marcel Cuvelier, théâtre Verlaine, février 1950 ; Théâtre III, Joseph K., 2024
- Les Radis creux, comédie en trois actes, créée par France Guy au théâtre de Poche Montparnasse, automne 1951 ; Théâtre I, Joseph K., 2024
- L'Ange au combat, pièce radiophonique interprétée par la Compagnie Renaud-Barrault, février 1950 ; Théâtre II, Joseph K., 2024
- L'Alchimiste (The Alchemist), pièce de Ben Jonson, adaptée par Jean Meckert, mise en scène de par Marcel Cuvelier au théâtre de Poche Montparnasse, juillet 1953
- Les Coups, texte de Jean Meckert adapté par Arlette Namiand, interprété par Jean-Paul Wenzel

### Filmographie

#### Adaptations de romans de Jean Amila au cinéma
- 1957 : La Bonne Tisane, film français réalisé par Hervé Bromberger, adaptation du roman éponyme
- 1957 : Quand la femme s'en mêle, film français réalisé par Yves Allégret, adaptation du roman Sans attendre Godot
- 1959 : Les Loups dans la bergerie, film français réalisé par Hervé Bromberger, adaptation du roman éponyme
- 1962 : Jusqu'à plus soif, film français réalisé par Maurice Labro, adaptation du roman éponyme
- 1967 : Fleur d'oseille, film français réalisé par Georges Lautner, adaptation du roman Langes radieux
- 1996 : Sortez des rangs, film français réalisé par Jean-Denis Robert, adaptation du roman Le Boucher des Hurlus

#### Scénarios et dialogues
- 1957 : Méfiez-vous fillettes, film français réalisé par Yves Allégret, adaptation du roman éponyme de James Hadley Chase
- 1958 : Le Miroir à deux faces, film français réalisé par André Cayatte
- 1963 : Le Captif, film français réalisé par Maurice Labro, adaptation du roman Un homme à vendre de Michel Lambesc
- 1965 : Corrida pour un espion, film français réalisé par Maurice Labro, adaptation du roman éponyme de Claude Rank
- 1967 : Casse-tête chinois pour le judoka, film franco-italo-allemand réalisé par Maurice Labro, adaptation du roman Le Judoka en enfer de Ernie Clerk

#### Adaptations de romans de Jean Amila à la télévision
- 1973 : Le Drakkar, téléfilm français réalisé par Jacques Pierre (adaptation du roman éponyme)
- 1984 : Noces de soufre, téléfilm français réalisé par Raymond Vouillamoz et diffusé sur TF1 dans le cadre de la série télévisée Série noire, saison 1, épisode 7 (adaptation du roman éponyme)
- 1985 : Pitié pour les rats, téléfilm français réalisé par Jacques Ertaud et diffusé sur TF1 dans le cadre de la série télévisée Série noire, saison 1, épisode 10 (adaptation du roman éponyme)
- 1985 : La Lune d'Omaha, téléfilm français réalisé par Jean Marbœuf et diffusé sur TF1 dans le cadre de la série télévisée Série noire, saison 1, épisode 15 (adaptation du roman éponyme)

## Prix
- Prix Mystère de la critique 1986 pour Au balcon d'Hiroshima[25]